# Christophe Zoa
Christophe Zoa (Yaoundé, 10 de junho de 1961) é bispo de Sangmélima.
O arcebispo de Yaoundé, Jean Zoa, o ordenou sacerdote em 15 de junho de 1991. 
Papa Bento XVI nomeou-o em 30 de novembro de 2006 bispo auxiliar de Yaoundé e bispo titular de Hilta. O arcebispo de Yaoundé, Simon-Victor Tonyé Bakot, deu-lhe a consagração episcopal em 3 de fevereiro do ano seguinte; Os co-consagradores foram Eliseo Antonio Ariotti, Núncio Apostólico em Camarões e Guiné Equatorial, e Antoine Ntalou, Arcebispo de Garoua.
Em 4 de dezembro de 2008 foi nomeado Bispo de Sangmélima e foi empossado em 30 de janeiro do ano seguinte.